# Louis-Édouard de Beaufort
Louis-Édouard de Beaufort (6 septembre 1786, Frampas - 21 avril 1849, Frampas), est un militaire et homme politique français.

## Biographie
Beaufort suivit l'état militaire, devint chef de bataillon d'infanterie, puis lieutenant-colonel. Maire de Frampas, il entra à la Chambre des députés, en remplacement de Failly, démissionnaire, le 15 juillet 1835 : il représentait le 4e collège électoral de la Haute-Marne (Vassy). Il jouissait alors d'une réputation d'indépendance que la plupart de ses votes à l'Assemblée ne vint pas corroborer. 
Il siégea, en effet au centre, et fit partie de la majorité conservatrice. Réélu dans la même circonscription, en novembre 1837 et en mars 1839, il se prononça, le 25 janvier 1840, pour le projet de loi tendant à faire attribuer au duc de Nemours une dotation annuelle de 500,000 fr. Il vota également pour le projet de loi du ministère Thiers sur les fortifications et contre l'amendement Lestiboudois qui demandait à la couronne de compléter la législation sur le recensement des propriétés imposables et de garantir tous les droits du Trésor en consacrant le concours régulier de l'autorité municipale. 
Il se déclara enfin contre les propositions Gauguier, Remilly, Ganneron, tendant à établir l'incompatibilité de certaines fonctions publiques avec le mandat de député, ainsi que contre les diverses propositions de réforme électorale (adjonction des capacités) faites par Mauguin, Pages (de l'Ariège), Ducos, etc.

## Décorations
- Officier de la Légion d'honneur (1812)[1]

## Sources
- « Louis-Édouard de Beaufort », dans Adolphe Robert et Gaston Cougny, Dictionnaire des parlementaires français, Edgar Bourloton, 1889-1891 [détail de l’édition]